# Jerko Šimić
Dr. Jerko (Jeronim) Šimić (Drinovci, BiH, 22. rujna 1906. – Zagreb, 27. lipnja 1992.), bio je hrvatski pjevač, športaš, športski dužnosnik, novinar, doktor pravnih znanosti, glavni tajnik i potpredsjednik 1. hrvatskog građanskog športskog kluba, jedan od utemeljitelja Hrvatskoga nogometnog saveza, hrvatski nogometni izbornik, poliglot, prevoditelj, jedan od utemeljitelja Nogometnoga kluba Dinamo, odvjetnik, zaštitnik hrvatske kulturne baštine, publicist i povjesničar nogometa.

## Životopis
Dr. Jerko (Jeronim) Šimić rođen je 22. rujna 1906. u Drinovcima (BiH) kao četvrto dijete veleposjednika i trgovca Martina Šimića i Vide Šimić, rođ Tomas. Njegovi roditelji imali su osmero djece: Anđa (umrla ubrzo nakon rođenja); Antun Branko Šimić: znameniti hrvatski književnik, jedan od najvećih hrvatskih pjesnika u povijesti; Stanislav Stanko Šimić: istaknuti hrvatski književnik, slavan kao književni kritičar i govornik; Maksimilijan Makso Šimić: nakon školovanja na Poljodjelskom učilištu u Križevcima vratio se u Drinovce i zasnovao obitelj, trgovac, vrlo popularan kao iznimno duhovit, pronicljiv i mudar čovjek; Anđa Anđela Šimić: istodobno učenica Učiteljske škole i članica humanitarne udruge sv. Vinka u Sarajevu, HSS-ova voditeljica opismenjavanja, učiteljica i pjesnikinja, ubijena u blizini Dubrovnika na samom kraju 1944.; Viktor Šimić (umro kao malo dijete); Mila Šimić, udana Pandžić: nakon školovanja u Sinju i Splitu vratila se u Drinovce i zasnovala obitelj, stručna učiteljica, a nakon OZNINE smrtne presude (1945.) (neizvršene zbog kasnoga drugog stanja) do kraja života brižna odgojiteljica, učiteljica svoje djece, ponosna slaviteljica njihovih diploma: srednjoškolskih i fakultetskih te magisterija i doktorata.
U najranijoj životnoj dobi Jerko je od svoje majke učio hrvatski pa turski, a njemački (kao i njegova braća) od supruge austrijskog inženjera (mjernika) koji su tijekom ljetnih mjeseci stanovali u njihovoj kući. Četiri razreda pučke škole polazio u Drinovcima; pjevao i svirao harmonij u župnoj crkvi sv. Mihovila. Pjevanje i sviranje te uporno učenje stranih jezika nastavio u nižoj gimnaziji na Širokom Brijegu (1917. ‒ 1921.). U višim razredima gimnazije u Sarajevu (1921. ‒ 1925.) popularan kao operetni pjevač u kazalištu i na drugim pozornicama te kao svestrani športaš; početkom prosinca 1923. priredio s prijateljima svome bratu, tada popularnome mladom pjesniku i kritičaru A. B. Šimiću na sarajevskom kolodvoru svečani doček sarajevske školske mladeži. U veljači 1925., kad se najstariji brat preko Sarajeva vraćao u Zagreb s liječenja u Dubrovniku i Cavtatu, s tugom je prihvatio njegov zahtjev da ne smije odustati od planirane ljetne pjevačke turneje po balkanskim državama.
U rujnu 1925. stiže u Zagreb, upisuje studij prava, privatno uči engleski i talijanski, pjeva u HNK-u. S Josipom Tatjanom Marinić, zaručnicom A. B. Šimića, gleda 20. listopada 1925. predstavu njegova prijevoda Lenormandove drame Čovjek koji se hrani snovima (Jedac snova). Premda mu je brat Stanko već napominjao, nije tada kao devetnaestogodišnjak mogao povjerovati da ona i njezini komunisti (staljinisti) već ucjenjuju, iznuđuju od njihova oca veliki novac za povratak književne ostavštine pokojnoga brata. Krenula je tada obiteljska borba za rukopise A. B. Šimića koju će Jerko nastojati privesti kraju tijekom cijeloga života.
Studira, uči, ali često je već od jeseni 1925. u društvu poznatih nogometaša i drugih športaša, književnika, glumaca te posebice pjevača s kojima je početkom 1926. počeo nastupati na zagrebačkim bogataškim svečanostima, ali i na skupovima HSS-a (do 1928.). Objavljuje novinske tekstove o nogometu i drugim športovima (pod pseudonimom), putuje s 1. hrvatskim građanskim športskim klubom na gostujuće utakmice, stječe veliko povjerenje uprave kluba, a jedan od najbližih prijatelja bio mu je studijski kolega, legendarni Hajdukov igrač Šime Poduje koji je u drugoj polovici 1930-ih bio narodni zastupnik i tajnik HSS-a u Splitu. 
Tatjana se udala 1927. i s mužem Đukom Cvijićem, tada najmoćnijim zagrebačkim komunistom, odlazi u Moskvu (1928.). Brat Stanko traga za skrivenom književnom ostavštinom pokojnoga brata, javno polemizira s književnicima koji protuzakonito objavljuju njegove pjesme i druge tekstove, a Jerko kao budući pravnik nastojao je pomirljivo sve to prebaciti na sud. Martin Šimić potpisuje punomoć Stanku i zahtijeva od Jerka da pokrene tužbu protiv onih koji skrivaju književnu ostavštinu njegova najstarijeg sina. Neprikladno su se umiješali neki književnici, pa su i oni dobili tužbe. 
Pet-šest godina (do 1934.) pjeva na ljetnim turističkim plovidbama po Mediteranu te usavršava znanje stranih jezika. Krajem 1934. zaručio se te ubrzo vjenčao s Olgom Kallay, kćeri uglednoga sveučilišnog profesora dr. Janka Kallaya, doktorirao pravo, a uskoro im se rodila kći Jerica (1935. ‒ 2003.), kasnije izvrsna pravnica, odvjetnica i kulturna djelatnica, čije je rođenje slavio kao najljepši događaj u svome životu. Izrazito je djelatan u HSS-u u razdoblju od 1935. do 1941. 
Komunikativan, poliglot, pjevač, voditelj bogataških veselica, uvijek nasmiješen i srdačan postaje 1934. tajnik (pomoćnik Joze Jakopića, glavnog tajnika) pa glavni tajnik te zatim i potpredsjednik "Građanskoga". Zaslužan je za dolazak odličnih igrača i trenera koji su ga u 1930-im godinama učinili najboljim nogometnim klubom u tadašnjoj državi i među najboljima u Europi, a sve su plaćali zagrebački bogataši.
Jerko Šimić i Šime Poduje, integrativni, domoljubni Hrvati, uzorno su promicali srdačno, bratsko prijateljstvo "Građanskog" i "Hajduka", neraskidivu svezu hrvatskoga sjevera i hrvatskoga juga, pa ni jedan susret tih dvaju slavnih hrvatskih klubova nije prošao bez zajedničke svečane večere bez obzira na rezultat i mjesto odigravanja utakmice. Stekao je izniman ugled kao športski djelatnik (u drugoj polovici 1930-ih), redovito surađuje u zagrebačkim Ilustrovanim sportskim novostima, organizira utakmice "Građanskog" (o trošku zagrebačkih bogataša) s najboljim europskim momčadima. Nakon osnutka Banovine Hrvatske jedan je od utemeljitelja Hrvatskoga nogometnog saveza (1939.), a kao službeni glasnogovornik Hrvatskoga nogometnog saveza bio je 1940. u ulozi hrvatskoga nogometnog izbornika na dvjema utakmicama (u Bernu i Budimpešti) u skladu sa zamolbom i odlukom svoga velikog prijatelja i dugogodišnjeg suradnika, službenoga hrvatskoga nogometnog izbornika Joze Jakopića.
U drugoj polovici 1930-ih, među svim poslovima i velikim obvezama, opterećivala su ga suđenja književnicima koji su skrivali književnu ostavštinu A. B. Šimića. Nadajući se da će njih i Tatjanu sudski pravorijek (iz 1937.) primorati na predaju svih rukopisa, morao je zbog različitih odgoda s bratom Stankom čekati dogovorenu primopredaju sve do travnja 1941. Međutim, počeo je rat, primopredaja nije izvršena, a književnu ostavštinu komunisti su odnijeli iz Zagreba. 
Završetkom srednjoškolskog obrazovanja, kao student skupa s Dragutinom Peheimom osnovao je 1939. godine rukometnu sekciju pri Građanskom. Prva vježbovna trening-utakmica reprezentacije NDH održana je 12. listopada 1941. između dvije momčadi koje je sastavio Peheim.
U godini 1940. Jerko je s bratom Stankom, Šimom Podujom, sestrom Anđelom (Anđom), koja je kao humanitarka sv. Vinka već pomagala Tinu Ujeviću u Sarajevu (na nagovor brata Stanka), i Jakovom Bašićem, moćnim urednikom HSS-ova sindikalnog lista "Pravica", konačno uspio preseliti Tina Ujevića iz Splita u Zagreb te spasiti ga od orjunaških poticanja na ponovni odlazak u Beograd u okrilje srpske književnosti. 
Godine 1941. spasili su Jerka kao haesesovca ustaški dužnosnici; u doba NDH-a domobransku obvezu služio je kao prevoditelj u stožeru njemačke vojske. Nakon dvomjesečnog skrivanja i partizanskog logora 1945. spasili su mu život partizanski zapovjednici (navijači "Građanskog") te ga odveli na osnivačku skupštinu NK "Dinamo" koji je preuzeo obilježja i sva materijalna dobra "Građanskog". Od kraja 1945. do lipnja 1948. radi kao športski novinar i urednik u zagrebačkom "Narodnom listu", odakle je izbačen kao prikriveni "državni neprijatelj". Zabranjeno mu je objavljivanje novinskih tekstova, a u trima teškim godinama potajno mu pomažu prijatelji športaši. Na njihovu intervenciju dopušteno mu je pisanje za beogradski Naš sport, a zatim je postao stalni dopisnik Fudbala (1951. ‒ 1969.). 
Godine 1953. objavljuje svoju prvu knjigu Jubilej našeg nogometa 1893‒1903‒1953. Iste godine iz tiska izlazi Bilten NK Dinamo kojem je bio urednik. Nakon Dinamova osvajanja naslova prvaka Jugoslavije (1954.) uredio je s Antom Lukšićem knjigu NK Dinamo 2 X prvak.   
Čim je dobio dopusnicu za odvjetništvo, s bratom Stankom ponovno tuži književnika koji je javno priznao da je književna ostavština A. B. Šimića u njegovu stanu. Prema pravomoćnoj odluci (1957.) tuženi je morao sve vratiti, ali kako će se kasnije ustanoviti (1980.), nije to učinio. Njegov brat Stanko u žurbi je krenuo u priređivanje Sabranih djela A. B. Šimića u trima svescima jer teško je obolio. Jerko mu je nabavljao lijekove iz inozemstva uz pomoć hrvatskih športaša. 
Stanko umire 7. srpnja 1960., iz tiska izlaze planirana Sabrana djela, ali osuđeni književnik s još dvojicom književnika i odobrenjem komunističkog komiteta stiže u Gornji grad s namjerom uništavanja cjelokupne naklade nakon ponovnog otimanja književne ostavštine. Nisu uspjeli jer bila je pravodobno dobro skrivena u potkrovlju punčeve kuće na Gornjem gradu (Brezovačkog 3, u najbližem susjedstvu Banskih dvora), a otisnute knjige nakon tog skandala brzo su rasprodane. Tako je Jerko još jednom spasio neprocjenjivo umjetničko djelo svoga brata A. B. Šimića za hrvatsku književnost i kulturu.
U 1960-im godinama osobito je aktivan kao odvjetnik, ali i športski novinar. Neizmjerno ga je obradovalo rođenje unuka: Mile Ljubenka i Miće Ljubenka, danas istaknutoga, vrhunskog odvjetnika.
Godine 1970. itekako se proslavio kao branitelj političkog optuženika književnika i profesora Ivana Alilovića u Mostaru. Za vrijeme Hrvatskog proljeća isticao se kao govornik na domoljubnim skupovima. Među ostalim, u Subotici je govorio na proslavi 70. obljetnice nogometnog kluba "Bačka" te iznio povijesne činjenice da je od osnutka bio hrvatski klub. Tijekom 1972. i 1973. besplatno je branio mnoge političke optuženike, a zatim je i sȃm postao optuženik u Novom Sadu zbog toga govora u Subotici. 
Godine 1973. tiskao je knjigu Velemajstori našega nogometa u vlastitoj nakladi jer ni jedan državni izdavač nije se usudio tiskati knjigu "hrvatskoga nacionalista", a zbog toga mu je također do kraja 1970-ih često uskraćivana suradnja na športskim stranicama pojedinih listova. 
Neočekivano je 1983. uz veliku promidžbu tiskan Hamsunov roman koji je preveo A. B. Šimić. Bio je to neosporni dokaz da osuđeni književnik (iz 1957.) nije predao sve rukopise. Tužio ga je treći put, ali suci (pod političkim utjecajem) predlažu pomirbu nakon tuženikovih tvrdnji da nema više ni jedan rukopis A. B. Šimića. 
U vlastitoj nakladi objavio je kao osamdesetogodišnjak (1986.) knjigu Pisma Tina Ujevića Stanislavu Šimiću. Dobro je sve priredio, ali tiskar je objavio knjigu bez obvezne korekture iako ju je uredno platio, što ga je jako razočaralo jer bio je prevaren.
Uslijedilo je još jedno veliko razočaranje. U bojazni da se njegov nećak neće vratiti iz inozemstva te prema zacrtanom planu prirediti s kolegama sveučilišnim profesorima nova Sabrana djela A. B. Šimića, prihvatio je 1986. prijedlog državnoga nakladnika da će to brzo napraviti iskusni urednici. Međutim, kad je prolistao Djela 1 i Djela 2, shvatio je da su urednici vrlo loše obavili posao te pričinili veliku štetu imenu i književnom djelu A. B. Šimića, a zaprepastio se otkrivši njihove sveze s književnikom kojega je tri puta tužio. Prosvjedovao je već na predstavljanju tih kontroverznih knjiga u HNK-u (u veljači 1988.), zatim u reviji "Danas" i drugdje. Književna kritika dala je negativne ocjene njihovu radu, ali to ga nije jako utješilo. 
Sukladno obećanju koje je njegov otac izrekao svom rođaku biskupu fra Paškalu Buconjiću i prijatelju profesoru fra Radoslavu Glavašu da će svu svoju djecu obvezno slati na školovanje nakon drinovačke pučke škole, u zaokruženju životopisa dr. Jerka Šimića osobito je važno istaknuti kako je prekrasno slijedio takvu obiteljsku tradiciju. Naime, uzorno je pomagao (financijski i savjetima) svojim nećacima i nećakinjama u pohađanju srednjih škola i fakulteta, slavio, častio i nagrađivao diplome, ali pomagao je i mnogima koji mu nisu bili rod. 
Umro je 27. lipnja 1992. u Zagrebu, gdje je i pokopan s braćom Antunom Brankom Šimićem i Stanislavom Stankom Šimićem na Mirogoju.